# فرانسيسكو مورازان
وُلد فرانسيسكو مورازان (Central American pronunciation: moɾaˈsan؛ من 3 من أكتوبر 1792م حتى 15 من سبتمبر 1842م) في هوندوراس، وكان أول رئيس لجمهورية أمريكا الوسطى الفيدرالية في فترات زمنية مختلفة، بدايةً من عام 1827م إلى 1842م، في فترات الاضطراب قبل استقلالها عن إسبانيا. قبل أن يصبح رئيسًا لأمريكا الوسطى، شغل مورازان منصب رئيس جمهورية هوندوراس، وقد صعد مورازان إلى السلطة بعد معركة ترينيداد الأسطورية، في 11 نوفمبر 1827. ومنذ ذلك الحين، سيطر مورازان على المشهد السياسي والحربي في أمريكا الوسطى حتى إعدامه عام 1842.
يعتبر فرانسيسكو مورازان واحدًا من المفكرين العظماء على الساحة السياسية، وذلك لأنه حاول أن يحول أمريكا الوسطى إلى أمة متقدمة ودولة واحدة كبيرة. وقد سّن ورازان الكثير من قوانين الإصلاحات الليبرالية في جمهورية أمريكا الوسطى الفيدرالية الجديدة، مثل حرية الصحافة والتعبير والدين. بالإضافة إلى ذلك، حدّ مورازان من سلطة الكنيسة، حيث جعل الزواج مدنيًا وألغى مساعدة الحكومة في جمع العشور.
تسببت هذه الإصلاحات في تكوّن الكثير من العداءات القوية ضده، وشهدت فترة حكمه صراعًا مريرًا بين الليبراليين والمحافظين. ولكن بسبب مهارته العسكرية، استطاع مورازان أن يحتفظ بالسلطة حتى عام 1837، وهو الوقت الذي ضعفت فيه الجمهورية الفيدرالية. استغل القادة المحافظون تلك الفرصة وتجمعوا حول قيادة رافائيل كاريرا لحماية مصالحهم، حتى انتهى الأمر بأن تم تقسيم جمهورية أمريكا الوسطى الفيدرالية إلى خمس دول.

## كتابات أخرى
السير الذاتية
- Montufar، Manuel (1853). Historia de la Revolucion de Centroamerica. Guatemala: Imprenta de la Paz.
- Gomez Carrillo، Agustin (1900). Elementos de la historia de Centro America. Madrid: Imprenta de Hernado y Compania.
- Wilson، Baronesa de. (1888). Americanos Celebres. Barcelona: Imp. Sucesores de N. Ramirez y C.
- Ortega، Miguel R. (1988). Morazán: Laurel sin Ocaso. Tegucigalpa.{{استشهاد بكتاب}}:  صيانة الاستشهاد: مكان بدون ناشر (link)
- Bardales، Rafael (1985). Pensamiento político del General Francisco Morazán. Tegucigalpa: Editorial Universitaria.
- Díaz Chávez, Filánder (1988). Pobre Morazán Pobre (بالإسبانية). Tegucigalpa: Editorial Guaymuras S.A.
- Santana، Adalberto (1992). El Pensamiento de Morazan. Mexico City: UNAM.

؛أحداث تاريخية ذات صلة
- Reyes، Rafael (1885). Nociones de Historia Del Salvador. San Salvador: Imprenta Francisco Sagrini.
- Perez-Bignoli، Hector (1989). A Brief History of Central America. Berkeley: U.C. Press, Berkeley. ISBN:0-520-06049-0.
- Gispert، Carlos (Direccio). Encyclopedia de Costa Rica=Oceano Grupo Editorial. Barcelona. ISBN:84-494-1879-8.
- Martí، José (1964). Martí, José:Obras Completas. La Habana: Editorial Nacional de Cuba.
- Toussaint، Monica (1988). Textos de la Historia de Centroamerica y el Caribe: Guatemala. Mexico City. ISBN:968-6173-16-1.{{استشهاد بكتاب}}:  صيانة الاستشهاد: مكان بدون ناشر (link)
- Stephens، John Lloyd (1871). Incidents of Travel in Central America, Chiapas and Yucatan. New York: Harper & Brother Publishers.
- Fernández Guardia، Ricardo (1942). Morazán en Costa Rica. Costa Rica: Imprenta Lehmann.
- Gispert، Carlos (Direccion). Barcelona: Grupo Oceano. ISBN:84-494-1620-5. {{استشهاد بكتاب}}: الوسيط |title= غير موجود أو فارغ (مساعدة)
- Herring، Hubert (1962). A History of Latin America From the Beginnings to the Present. New York.{{استشهاد بكتاب}}:  صيانة الاستشهاد: مكان بدون ناشر (link)
- Collier، Simon (1985). The Cambridge Encyclopedia of Latin America and the Caribbean. Cambridge: Cambridge University  Press. ISBN:0-521-41322-2.
- Rodriguez Lapuente، Manuel (1974). Historia de Iberoamerica. New York: Editorial Ramón Sofena S.A. ISBN:84-303-0185-2.
- Rouquié، Alain (1994). Guerras y Paz en América Central. Fondo de Cultura Económica. ISBN:968-16-4309-7.
- Williams, Mary Wilhelmine (1920). The Ecclesiastical Policy of Francisco Morazan. The Hispanic American Historical Review.
- Lynch، John (1992). Caudillos in Spanish America 1800-1850. New York: Clarendon Press Oxford. ISBN:0-19-821135-X.
- Luna, David Alejandro (1986). Universitaria, Editorial (ed.). Manual de historia económica de El Salvador (بالإسبانية). San Salvador: Editorial Universitaria. p. 230.
- Valle, Rafael Heliodoro (1986) [1960]. FCE, Editorial (ed.). Historia de las ideas contemporáneas en Centro-América (بالإسبانية). Mexico: Editorial Universitaria. p. 1960.

## وصلات خارجية
- فرانسيسكو مورازان على موقع الموسوعة البريطانية (الإنجليزية)